# Archivos Internacionales para el Movimiento de Mujeres
Archivos Internacionales para el Movimiento de Mujeres (en neerlandés: Internationaal Archief voor de Vrouwenbeweging (IAV)) fue un centro fundado en Ámsterdam en 1935,  para recopilar y preservar el patrimonio cultural de las mujeres y poner a disposición los documentos del movimiento para su estudio. Los nazis robaron toda la colección en 1940 y solo pequeñas partes fueron recuperadas después de la guerra. En 1988, la parte de la colección de archivos que no habían sido saqueados por los nazis se convirtió en la colección fundamental del Centro Internacional de Información y Archivos para el Movimiento de Mujeres. Una parte sustancial del archivo fue descubierta en Moscú en 1992 y devuelta a Ámsterdam en 2003. En 2013, la institución que alberga la colección pasó a llamarse Atria, Instituto del conocimiento y la Historia de las Mujeres.

## Historia

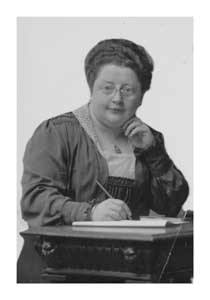
Rosa Manus

Los Archivos Internacionales para el Movimiento de Mujeres fueron fundados en 1935 por tres feministas holandesas, Rosa Manus, Johanna Naber y Willemijn Posthumus-van der Goot . Manus fue organizadora de la conferencia de la International Woman Suffrage Alliance (IWSA), secretaria de la Liga Internacional de Mujeres por la Paz y la Libertad (WILPF) y estuvo relacionada con muchas de las feministas de su época, entre ellas Aletta Jacobs y Carrie Chapman Catt. Cuando Jacobs murió en 1929, sus libros y papeles fueron legados a Manus. Naber fue una de las fundadoras de IWSA e historiadora dedicada a escribir sobre la historia del movimiento de mujeres, incluida la escritura de biografías de mujeres prominentes. Como miembro del Consejo Nacional de Mujeres Holandesas en neerlandés: Nationale Vrouwenraad van Nederland (NVN)  Naber había empezado a recopilar publicaciones sobre feminismo y a crear un archivo para la NVN y, en 1921, había instado a la creación de un recurso para que otras mujeres lo estudien. Posthumus-van der Goot era economista y después de asistir a una conferencia de 1934 organizada por la Asociación Holandesa de Intereses e Igualdad Ciudadana de las Mujeres (DAWIEC) para estudiar las políticas gubernamentales sobre el empleo remunerado para las mujeres, se dio cuenta de que no había información adecuada sobre la historia de las mujeres que trabajan.
Las diferentes habilidades y edades de las tres mujeres, que constituyeron tres generaciones del movimiento de mujeres holandés, se combinaron para persuadir a las fundadoras del recientemente establecido Instituto Internacional de Historia Social (IISH)  (del que formaba parte el marido de Posthumus-van der Goot) para que cedieran dos habitaciones en su edificio en Keizersgracht 264 para su proyecto. El 3 de diciembre de 1935, los Archivos Internacionales para el Movimiento de Mujeres (en neerlandés: Internationaal Archief voor de Vrouwenbeweging (IAV)    ) se fundó con Manus como presidenta y Posthumus-van der Goot como secretaria. En el plazo de un año, se realizó la inauguración oficial de la IAV y en 1937 habían establecido un Anuario multilingüe para confirmar la naturaleza internacional de recopilar y estudiar documentos sobre mujeres. De la junta asesora internacional formaron parte la feminista británica Margery Corbett Ashby, presidenta de IWSA de 1926 a 1946; Cécile Brunschvicg, feminista francesa, miembro del Consejo Internacional de Mujeres (ICW) y delegada de IWSA; Carrie Chapman Catt, fundadora estadounidense de IWSA; Dorothy Heneker, feminista canadiense, abogada y secretaria del Comité de Paz y Desarme de las Organizaciones Internacionales de Mujeres; Bertha Lutz, feminista brasileña y miembro de la junta de IWSA; la baronesa Marthe Boël, feminista belga y presidenta de ICW entre 1936 y 1947; y Elsie Zimmern, feminista británica y secretaria general de ICW desde 1925.

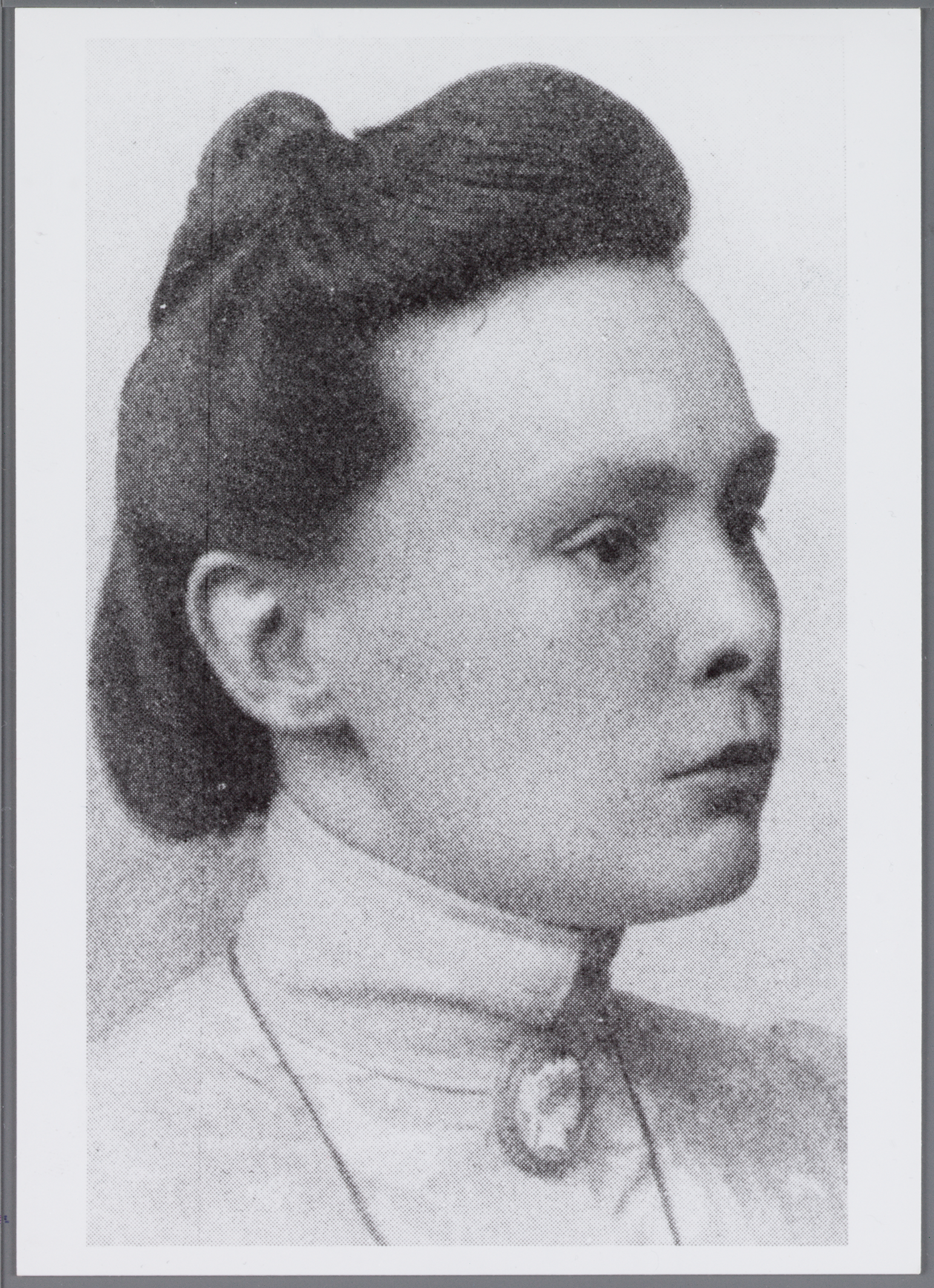
Johanna Naber

Las mujeres mantuvieron correspondencia con grupos de mujeres en inglés, francés y alemán, alentándolas a enviar artículos, libros, folletos, publicaciones periódicas y similares para su inclusión en el archivo. También tenían acuerdos de reciprocidad con otras bibliotecas sobre mujeres, como la Biblioteca Marguerite Durand en París y Librería de Mujeres de Londres . A fines de la década de 1930, el archivo contenía aproximadamente 4500 libros y folletos, así como una colección de alrededor de 150 publicaciones periódicas de veinte países. La mayoría de estas revistas eran publicaciones contemporáneas, aunque había una colección completa de Tribunes des femmes de 1833. Varios libros de la primera edición formaron parte del archivo, incluida Una propuesta seria para las damas, para el avance de su verdadero y mayor interés (1694) de Mary Astell y Una vindicación de los derechos de la mujer (1792) de Mary Wollstonecraft. Había documentos originales de Jane Austen y una copia manuscrita de la novela de Cécile de Jong van Beek en Donk, Hilda van Suylenburg (1897).

## Intervención nazi

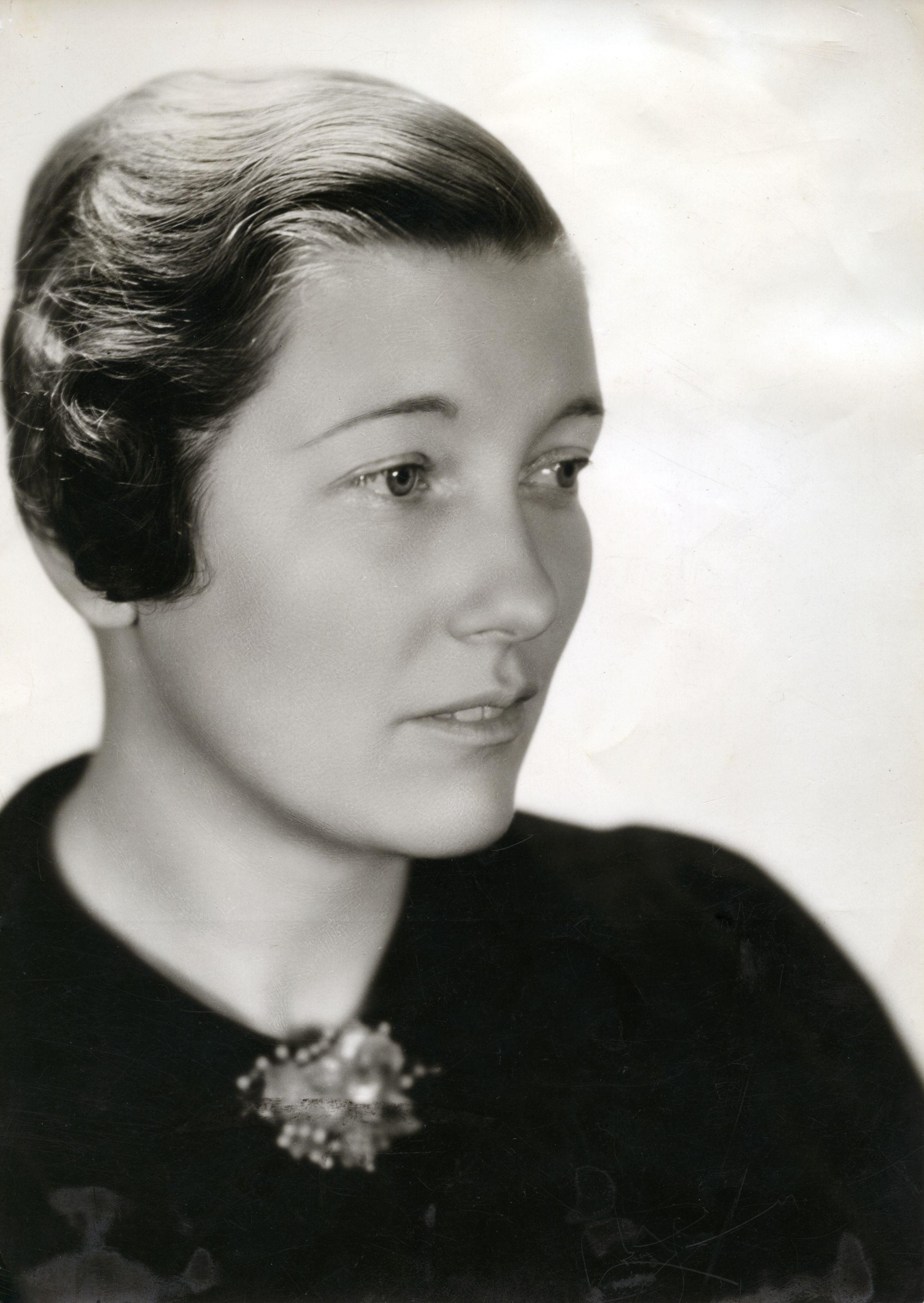
Willemijn Posthumus-van der Goot

Al estallar la Segunda Guerra Mundial, la situación en Europa restringió el intercambio de elementos del archivo. La incertidumbre también impulsó a Manus a fusionar su biblioteca privada y documentos en los fondos de IAV por seguridad. Esto resultó ser un cálculo erróneo costoso, ya que cuando los nazis invadieron los Países Bajos el 10 de mayo de 1940, el archivo se convirtió en un objetivo. En junio, los funcionarios alemanes habían inspeccionado IAV dos veces y el 12 de julio de 1940 la Policía de Seguridad confiscó cuarenta cajas de materiales, así como los muebles y accesorios. El único artículo que no fue tomado fue la caja fuerte, que contenía dinero, otros objetos de valor y algunos de los papeles de Jacob. Las razones por las que se llevaron los documentos no son claras. Los alemanes afirmaron que el movimiento de mujeres de Berlín los quería, lo que las mujeres alemanas negaron más tarde, aunque Gertrud Scholtz-Klink, directora de la Liga Nacional de Mujeres Socialistas admitió haber recibido alrededor de 500 libros de IAV en 1942. Francisca de Haan profesora de estudios de género en la Universidad de Europa Central de Budapest, cree que la razón real por la que se llevaron los archivos tenía más que ver con los hechos de que Manus, su presidenta era judía al igual que feminista internacional, pacifista, y sospechosa de Inclinaciones comunistas debido a sus puntos de vista y actividades de izquierda Manus sería ejecutada más tarde en el campo de concentración de Ravensbrück en 1943.
Los registros confiscados se enviaron inicialmente a Berlín y luego se trasladaron a Sudetenland por razones de seguridad. Al final de la guerra, el Ejército Rojo tomó los documentos de la Checoslovaquia ocupada por los alemanes y en 1945-46, los almacenó en el Archivo Osobyi de la KGB.  (en ruso: Особый архив    ), que significa archivo especial, que se encontraba en Moscú En 1947, Posthumus-van der Goot, la única de las fundadoras que sobrevivió a la guerra, se convirtió en presidenta de la IAV y reabrió el archivo. Inmediatamente comenzó a preguntar qué había sucedido con su colección robada, siguiendo el ejemplo de que los grupos de mujeres en Berlín que los socilitaron. Gerda Walther, una filósofa alemana que vivía en Munich le escribió que era poco probable que alguna mujer alemana, excepto posiblemente Scholtz-Klink, tuviera algún interés en obtener los materiales. En 1947, Dirk Graswinckel, un miembro del comité para recuperar y repatriar el saqueo nazi, devolvió algunas cajas, que representan aproximadamente 1/10 de las posesiones de antes de la guerra de IAV. Posteriormente en 1966, un bibliotecario de Hradec Králové, Checoslovaquia, encontró cuatro libros sellados por el IAV y los devolvió. En la década de 1960, la organización solicitó reparaciones bajo el programa Wiedergutmachung y asumió que sus propiedades restantes se perdieron.

## Rejuvenecimiento feminista de segunda ola
El período de adquisición activa de materiales cesó efectivamente en 1939 y durante la década de 1970 no se hicieron esfuerzos para expandir la colección más allá de lo que se había recuperado, a menos que una persona u organización donara materiales. Aunque IAV publicó algunas obras menores en las décadas de 1950 y 1960, y se movieron varias veces, se hizo un pequeño esfuerzo para llegar a las personas más allá del círculo de Posthumus-van der Goot. En la década de 1970, durante el nuevo activismo del movimiento de mujeres en la denominada segunda ola de feminismo instituciones y organizaciones comenzaron a florecer nuevamente. Grupos de historia de mujeres en varias universidades holandesas comenzaron a buscar registros de mujeres y redescubrieron el IAV. Con el creciente interés en preservar los registros de las mujeres y evaluar específicamente la historia de las mujeres se tomó la decisión de comenzar a adquirir documentos nuevamente a principios de la década de 1980, con el enfoque específico de obtener revistas, cartas y diarios de las mujeres de la clase trabajadora, en lugar de solo elites del movimiento de mujeres. El gobierno holandés comenzó a subsidiar los esfuerzos de recolección, haciendo que el archivo se expandiera exponencialmente.
Deseando un mejor acceso a los materiales, el primer inventario profesional se completó en 1980 y al año siguiente, tras superar su espacio, IAV se mudó a Keizersgracht 10 en Ámsterdam, compartiendo oficinas con otras tres organizaciones de mujeres: el Centro de Documentación para Mujeres Movimiento (en neerlandés: Informatie en Documentatie Centrum (IDC)    ), la revista Lover y la Foundation of Women in the Visual Arts (en neerlandés: Stichting Vrouwen in de Beeldende Kunst (SVBK)    ) En 1988, las organizaciones IAV, IDC y Lover se fusionaron para formar el Centro Internacional de Información y los Archivos del Movimiento de Mujeres (en neerlandés: Internationaal Informatiecentrum en Archief voor de Vrouwenbeweging (IIAV)    ) con la colección de archivos IAV que respalda los fondos de la nueva institución.

## Recuperaciones posteriores
En 1992, un informe que apareció en NRC Handelsblad, un importante periódico holandés, escrito por el historiador Marc Jansen, señaló que algunos de los materiales de IAV se habían ubicado en Rusia. Informó que los rusos estaban dispuestos a devolver más de treinta colecciones, incluidas las del IAV. Casi de inmediato los archiveros estatales de ambos países se reunieron en Moscú y firmaron un acuerdo para devolver las veinticinco cajas de documentos de IAV encontrados en Rusia, pero hubo demoras porque el Parlamento ruso se negó a ratificar el acuerdo. En 1993, a Heleen Massee, de la división de fotografía del IIAV, se le permitió ir a Moscú y tomar notas sobre el contenido de seis cajas.
En el espíritu de las reformas de políticas de Perestroika y Glasnost, el historiador Mineke Bosch y una colega, Myriam Everard, fueron a Moscú en 1994 para tratar de descubrir qué registros se encontraban en el Archivo Osobyi. Bosch descubrió un volumen encuadernado en cuero de recortes de periódicos, fotografías y traducciones que habían sido preparadas por mujeres húngaras para una visita de Carrie Chapman Catt y Aletta Jacobs, después de la Conferencia de Copenhague de 1906 de la International Woman Suffrage Alliance. Los húngaros habían invitado a Catt a visitarla en octubre, y le aconsejaron que trajera un compañero de habla alemana, que no fuera alemán para ayudarla. Para conmemorar la visita, Rosika Schwimmer los ayudó a encuadernar el volumen marcado con la inscripción "1906 del 12 al 14 de octubre". Al encontrar el folleto, Bosch se lo llevó a Everard y se acercaron al director y le preguntaron si podían devolverlo a Ámsterdam. Aunque comprensivo, el director negó su solicitud, alegando que todos los artículos tenían que ser contados antes de que pudieran ser devueltos.
Bosch y Everard pasaron cuatro días en Moscú e inventariaron 203 expedientes que contenían 28.051 documentos, descubriendo cientos de imágenes de la década de 1890. Encontraron una gran parte de los documentos de Manus, pero también notaron que la colección no representaba la totalidad de los materiales robados, ya que la mayoría de los 150 periódicos y todos los 4.500 libros del IAV de antes de la guerra estaban ausentes. Cuando los retrasos causaron la preocupación de que los archivos de IAV no pudieran ser devueltos rápidamente, el Instituto Internacional de Historia Social microfilmó 14 carretes de 33,663 imágenes individuales, haciendo que los documentos sean accesibles nuevamente. Aunque los funcionarios continuaron presionando para que se devolvieran los documentos, la burocracia retrasó cualquier acción hasta una visita anunciada en 2001 por la Reina Beatriz a Rusia. Finalmente, en enero de 2002, veintidós cajas de materiales fueron devueltas a los Países Bajos. Nueve cajas, incluidas algunas de los registros de IAV, se conservaron porque no se habían procesado correctamente. En marzo de 2003, se enviaron las nueve cajas finales y se unieron a la colección de archivos en mayo.
En diciembre de 2015, nueve libros, entre ellos Beroepsarbeid der gehuwde vrouw (Trabajo profesional de la mujer casada, 1921) de Betsy Bakker-Nort, fueron devueltos a la Biblioteca Central y Regional de Berlín, con el sello de IAV o Rosa Manus.